# Сви ти дивни коњи (филм)
Сви ти дивни коњи је амерички филм заснован на истоименом роману Кормака Макартија. Филм је режирао Били Боб Торнтон, док главне улоге играју: Мет Дејмон, Пенелопе Круз и Хенри Томас.

## Улоге
- Мет Дејмон ... Џон Грејди Кол
- Хенри Томас ... Лејси Ролинс
- Пенелопе Круз ... Алехандра
- Џ. Д. Јанг ... деда
- Лора По ... мајка
- Сем Шепард ... Џ. С. Френклин
- Роберт Патрик ... Кол